# 三ヶ日町大崎
三ヶ日町大崎（みっかびちょうおおさき）は静岡県浜松市浜名区の町名。丁番を持たない単独町名である。住居表示未実施。

## 地理
浜松市浜名区の西部、三ヶ日地区南東部で浜名湖と猪鼻湖に挟まれた大崎半島の南部に位置する。西で三ヶ日町下尾奈、北で三ヶ日町都筑と接する。

### 湖沼
- 浜名湖
- 猪鼻湖（浜名湖）

## 歴史

### 沿革
- 1889年（明治22年）4月1日 - 町村制の施行により、引佐郡大崎村が周辺の村と合併して引佐郡東浜名村となる[WEB 7]。旧村名は東浜名村の大字として残る[WEB 8]。
- 1955年（昭和30年）4月1日 – 東浜名村が三ヶ日町と新設合併し、改めて三ケ日町となる。
- 2005年（平成17年）7月1日 – 三ケ日町外10市町村が浜松市に編入される。大字大崎から三ケ日町大崎へ住所表記が変更となる。
- 2007年（平成19年）4月1日 - 浜松市が政令指定都市となる。三ヶ日町大崎は北区の一部となる。
- 2024年（令和6年）1月1日 - 浜松市の行政区再編により、三ヶ日町大崎は浜名区の一部となる。

## 施設
- 浜松市立大崎幼稚園
- 東急ハーヴェストクラブ浜名湖
- 曹洞宗 名光山 寶珠寺
- 曹洞宗 寺倉山 法幢院
- 猪鼻湖神社
- 大崎神明宮

## 交通

### バス
- 浜松市三ヶ日地域バス（三ヶ日オレンジふれあいバス）南線（浜松バスに委託）
  - 大崎蒔田、大崎自治会館、大崎西部集会所、大崎東、瀬戸、リラ浜名湖前の停留所が設置されている。
  - 総合福祉センターを起終点として便によってルートが異なる。

### 道路
- 静岡県道310号瀬戸佐久米線
- 静岡県道379号浜名湖周遊自転車道線

## その他

### 学区
小学校・中学校の学区は以下の通りである。
- 浜松市立三ヶ日東小学校
- 浜松市立三ヶ日中学校

### 警察
警察の管轄区域は以下の通りである。
| 番・番地等 | 警察署     | 交番・駐在所 |
| ---------- | ---------- | ------------ |
| 全域       | 細江警察署 | 三ヶ日町交番 |

### 消防
消防の管轄区域は以下の通りである。
| 番・番地等 | 消防署   | 本署/出張所  |
| ---------- | -------- | ------------ |
| 全域       | 北消防署 | 三ヶ日出張所 |

### WEB
1. ↑  “h02_22.csv”.   総務省 (2022年2月10日). 2024年10月17日閲覧。
2. ↑  “静岡県浜松市北区三ヶ日町大崎 (221350420)｜国勢調査町丁・字等別境界データセット”.   人文学オープンデータ共同利用センター. 2024年11月6日閲覧。
3. ↑  “静岡県 浜松市浜名区 三ヶ日町大崎の郵便番号 - 日本郵便”.   日本郵便. 2024年10月17日閲覧。
4. ↑  “市外局番の一覧”.   総務省 (2022年3月1日). 2024年10月17日閲覧。
5. ↑  “事業所案内及び管轄地域（事務所3件、分室3件）”.   一般社団法人静岡県自動車会議所. 2024年10月17日閲覧。
6. ↑  “住居表示実施状況／浜松市”.   浜松市 (2024年1月4日). 2024年10月17日閲覧。
7. ↑  “historyofcities.pdf”.   静岡県総務部合併推進室・財団法人静岡県市町村振興協会. 2024年10月17日閲覧。
8. ↑  “解説ページ”.   株式会社エア. 2024年10月17日閲覧。
9. ↑  “学校名から探す／浜松市”.   浜松市 (2024年1月1日). 2024年10月17日閲覧。
10. ↑  “三ヶ日町交番｜静岡県警察”.   静岡県警察 (2024年10月1日). 2024年10月17日閲覧。
11. ↑  “消防署の町別管轄「み」／浜松市”.   浜松市 (2024年3月21日). 2024年10月17日閲覧。